# Anomis extima
Anomis extima là một loài bướm đêm trong họ Erebidae.